# Rodolfo Salerno
Rodolfo Salerno (Buenos Aires, Argentina, 1929 - ibídem, 22 de abril de 1977) fue un primer actor argentino de cine, radio, teatro y televisión.

## Carrera
Salerno fue un actor que con roles protagónicos, brilló en algunos films durante la época dorada del cine argentino. Generalmente hizo de "partenaire" de divas del momento como Lolita Torres e Irma Roy. Paralelamente tuvo una amplia carrera en teatro y radio, siendo la pantalla chica su lugar de reconocimiento como galán y como actor de reparto en decenas de teletatros y novelas, algunas de ellas bajo la dirección de Alberto Migré.

## Vida privada y fallecimiento
Rodolfo Salerno murió el 22 de abril de 1977 en un hospital porteño víctima de un ACV. Sus restos descansan en el Panteón Argentino de Actores del Cementerio de la Chacarita.
Estuvo casado con Nélida Malvina Martínez con quien tuvo una única hija Andrea Alejandra Salerno.

## Filmografía
- 1953: La voz de mi ciudad
- 1959: Del cuplé al tango
- 1960: Sábado a la noche, cine
- 1972: Simplemente María
- 1974: Natasha[3]

## Televisión
- 1959: Que mundo de juguete
- 1960: Martes color de rosa
- 1961: Don Camilo en Rusia
- 1962: Teleteatro Odol
- 1962: Teleteatro del hogar, en el ep. Ojos para una soledad.
- 1963: Teleteatro Palmolive-Colgate del aire
- 1963: Teleteatro de las 15
- 1963: Teatro en tu casa (en el teleteatro Yerma)
- 1963: El color de tu piel, con Beatriz Día Quiroga.[4]
- 1963: Señorita Medianoche
- 1964: Teleteatro Palmolive del aire ( en el teleteatro Arena sobre a piel y Detrás de la máscara).
- 1964: Teleteatro del Hogar
- 1965: Teatro como en el teatro (en el teleteatro Un escalón y el cielo).[5]
- 1965: Teleteatro Lux
- 1965: Solamente la felicidad
- 1965: Teleteatro de las 15:30
- 1966: Algo calienta bajo la piel
- 1967: Respóndale a su estrella
- 1967: Simplemente María
- En cualquier momento...en cualquier lugar, con Teresa Blasco.[6]
- 1968: El mundo del espectáculo (ep. Mi prima esta loca, junto con Lolita Torres)
- 1968: Teatro de Alfredo Alcón
- 1969/1970: La cruz de Marisa Cruces
- 1970: Perdón para una mujer, con Silvia Montanari.[7]
- 1970: Teatro del aire
- 1971/1972: Frente a la facultad
- 1972: Simplemente María, junto a Irma Roy.
- 1972: No quiero tu compasión
- 1972/1974: Malevo
- 1973: El barón de Brankován, "El exterminador"
- 1974: Alta Comedia (en el teleteatro Hitos del primer ciclo)
- 1974: Vermouth de teatro argentino (en el teleteatro Pájaros de barro).[8]

## Radio
Fue un eximio actor radiofónico que brillo en numerosas emisoras de aquel momento. En Radio Porteña, Lola Membrives, hizo unas audiciones junto a la actriz Mónica Grey.

## Teatro
Formó parte del elenco del Teatro Nuestro del director José María Funes.
- El imbécil (1952)
- Esta mujer mía (1952)
- La mujer del domingo( 1952)
- Diálogos de carmelitas (1956), con Gloria Bayardo, Lalo Hartich, Susana Campos, Antonia Herrero, Inés Moreno y Elena Travesi.
- Esquina peligrosa (1957), en el Teatro Ateneo
- Las de Barranco (1959), en el Circo Teatro Arena, junto María Esther Duckse, Perla Santalla, Paquita Vehil, Lalo Hartich, Atilio Marinelli, Elina Falconier y Rafael Barreta.[10]
- El décimo hombre (1962), de Paddy Chayefsky, en el Teatro San Telmo acompañando a Norma Aleandro, Eithel Bianco, José Canosa, Juan Carlos Gené, Alejandro Oster, Francisco Rullán y Sergio Corona dirigidos por Oscar Feller y con escenografía de Luis Diego Pedreira.[11]
- Paula y los leones (1964), junto a Susana Freyre y María Aurelia Bisutti.
- Según pasan los años (1968), junto a Lolita Torres en el Teatro Avenida.
- Alcoba para tres (1968), junto a "Compañía teatral Romay-Salerno-Argibay".
- Una viuda difícil (1969), con Beatriz Bonnet , en el Teatro Nacional Cervantes.